# Wangliu
Wangliu (kinesiska: 望留街道, 望留) är en socken i Kina. Den ligger i provinsen Shandong, i den östra delen av landet, omkring 180 kilometer öster om provinshuvudstaden Jinan. Antalet invånare är 94 437. Befolkningen består av 46 945 kvinnor och 47 492 män. Barn under 15 år utgör 13,0 %, vuxna 15-64 år 78 %, och äldre över 65 år 7,0 %.
Genomsnittlig årsnederbörd är 689 millimeter. Den regnigaste månaden är juli, med i genomsnitt 232 mm nederbörd, och den torraste är januari, med 10 mm nederbörd.